# Don Rickles

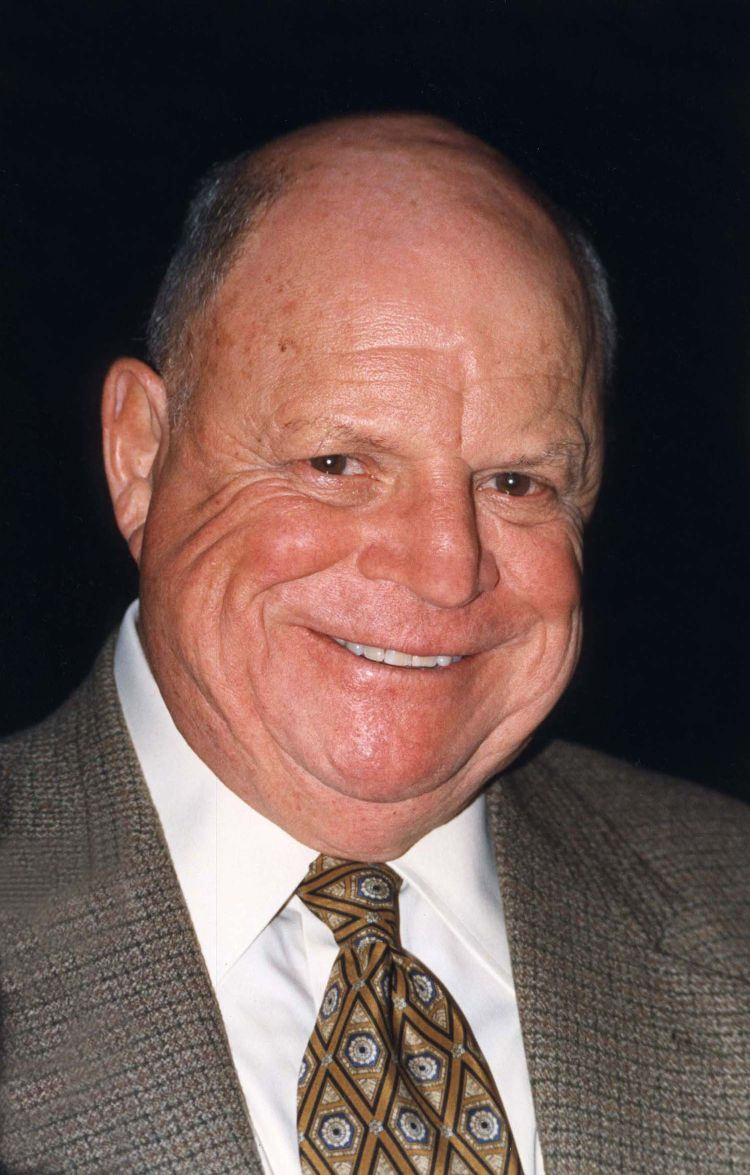
Rickles im Oktober 2010

Donald Jay „Don“ Rickles (* 8. Mai 1926 in Queens, New York; † 6. April 2017 in Beverly Hills, Kalifornien) war ein US-amerikanischer Komiker, Schauspieler und Entertainer. Vor allem in den Vereinigten Staaten galt er durch Auftritte in Talkshows und Filmen als „Comedy-Legende“, sein Markenzeichen waren schlagfertige Beleidigungen. Zu seinen Filmrollen gehörten U 23 – Tödliche Tiefen (1958) mit Clark Gable und Stoßtrupp Gold (1970) mit Clint Eastwood. Ab 1976 spielte er zwei Jahre lang in C.P.O. Sharkey. Rickles trat häufig in Las Vegas auf und gehörte durch seine Freundschaft mit Frank Sinatra zum Umfeld des Rat Packs. Er gewann einen Primetime Emmy Award für den Dokumentarfilm Mr. Warmth: The Don Rickles Project aus dem Jahr 2007.

## Auftreten
Rickles’ Humor wurde in der New York Times als „Mischung aus persönlichen Herabwürdigungen und übertriebener Stereotypisierung“ beschrieben, wegen der zu seinen Stand-up-Auftritten gehörenden beleidigenden Äußerungen gegenüber dem Publikum wurde er als Kamikaze-Komiker bezeichnet.
Rickles wurde bei Showauftritten von der Einzugsmusik eines Matadors begleitet. Nach eigener Aussage spiegelte dies seine Einstellung gegenüber seinem Publikum wider.

## Leben und Karriere
Rickles wurde am 8. Mai 1926 in Queens, New York geboren. Er wuchs als Einzelkind in einer jüdischen Familie auf, diente im Zweiten Weltkrieg in der Navy und begann Ende der 1940er Jahre ein Studium an der American Academy of Dramatic Arts. Später arbeitete er als Stand-up-Komiker, wodurch er Bekanntschaft mit Frank Sinatra machte, der ihn förderte. Er trat in der Folge in verschiedenen Shows in Las Vegas auf und partizipierte an Aktivitäten des sogenannten Rat Packs. Sein Filmdebüt hatte er in U 23 – Tödliche Tiefen von 1958 an der Seite von Clark Gable und Burt Lancaster.
Rickles steigerte seinen Bekanntheitsgrad in den 1960er Jahren unter anderem durch zahlreiche Auftritte in der Late-Night-Show von Johnny Carson. 1968 bekam er seine eigene, The Don Rickles Show betitelte Sendung auf ABC. Daneben war er unter anderem regelmäßiger Teilnehmer der von Dean Martin geleiteten Roast-Shows, bei denen in jeder Ausgabe ein anwesender Prominenter wie etwa Ronald Reagan, Frank Sinatra, Sammy Davis, Jr., Bob Hope, und auch Rickles selbst von mehreren nacheinander auftretenden Komikern verspottet wurde. Von 1976 bis 1978 hatte er die Hauptrolle in der von NBC ausgestrahlten Serie C.P.O. Sharkey. In den 90er Jahren war er unter anderem in dem Film Casino von Martin Scorsese zu sehen, wo er die Rechte Hand von Ace Rothstein (Robert De Niro) spielte. Außerdem sprach er in den Toy-Story-Filmen den Mr. Potato Head (im Deutschen Charlie Naseweis).
2007 veröffentlichte Rickles seine Memoiren, im darauffolgenden Jahr wurde er mit einem Emmy-Award für die Dokumentation Mr. Warmth: The Don Rickles Project ausgezeichnet, bei der John Landis Regie geführt hatte und die neben Material aus Rickles’ Karriere Würdigungen durch eine Vielzahl prominenter Schauspieler und Komiker wie beispielsweise Robert De Niro, Whoopi Goldberg, Chris Rock, Clint Eastwood und Jay Leno enthält.
Seit 1965 war er bis zu seinem Tod mit Barbara Sklar verheiratet. Zusammen hatten sie 2 Kinder: Mindy und Larry.
Rickles starb in seinem Haus in Beverly Hills im Alter von 90 Jahren an Nierenversagen.

## Filmografie (Auswahl)
- 1955: Stage 7 (Fernsehserie, eine Folge)
- 1958: U 23 – Tödliche Tiefen (Run Silent, Run Deep)
- 1959: Die Kaninchenfalle (The Rabbit Trap)
- 1960: Zwei in einem Zimmer (The Rat Race)
- 1961: Twilight Zone (The Twilight Zone, Fernsehserie, eine Folge)
- 1963: Der Mann mit den Röntgenaugen (X)
- 1964: Pyjama-Party (Pajama Party)
- 1967: Bezaubernde Jeannie (I Dream of Jeannie, Fernsehserie, eine Folge)
- 1970: Stoßtrupp Gold (Kelly’s Heroes)
- 1972: The Don Rickles Show (Fernsehserie)
- 1976–1978: CPO Sharkey (Fernsehserie, 37 Folgen)
- 1992: Bloody Marie – Eine Frau mit Biß (A French Vampire in America)
- 1995: Casino
- 1996: Toy Story (Stimme)
- 1998: Dennis – Widerstand zwecklos (Dennis the Menace Strikes Again)
- 1998: Dirty Work
- 1998: Das magische Schwert – Die Legende von Camelot (Quest for Camelot, Stimme)
- 1999: Toy Story 2 (Stimme)
- 2007: Mr. Warmth: The Don Rickles Project
- 2010: Toy Story 3 (Stimme)
- 2011: Der Zoowärter (Zookeeper; Stimme)
- 2011: Hot in Cleveland (Fernsehserie, zwei Folgen)
- 2012: Partysaurus Rex (Synchronstimme)
- 2019: A Toy Story: Alles hört auf kein Kommando (Toy Story 4, Stimme)

## Weitere Werke
- 1968: Hello Dummy! (Schallplatte)
- 1969: Don Rickles Speaks! (Schallplatte)
- 2007: Rickles’ Book (Buch, mit David Ritz)
- 2008: Rickles’ Letters (Buch, mit David Ritz)